# Sanktuarium Ecce Homo św. Brata Alberta w Krakowie

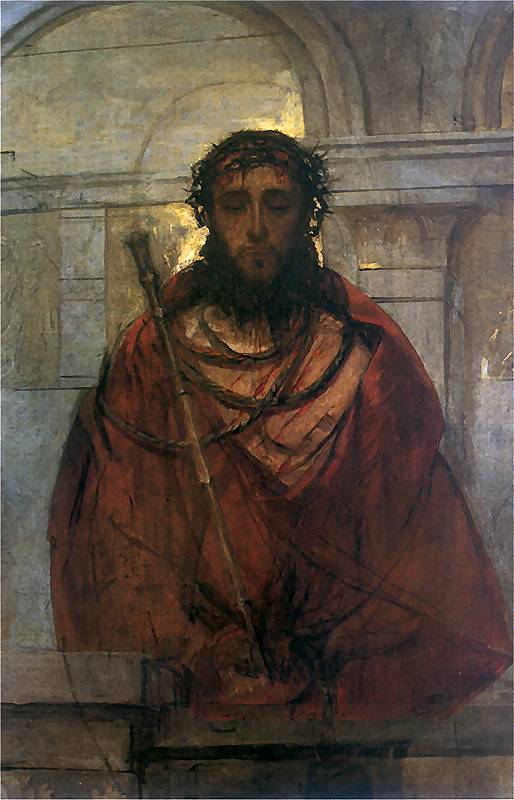
Obraz Ecce Homo namalowany przez św. Brata Alberta, znajdujący się w Sanktuarium

Sanktuarium Ecce Homo św. Brata Alberta w Krakowie – kościół zlokalizowany przy Domu Generalnym Zgromadzenia Sióstr Albertynek na Prądniku Czerwonym przy ul. Woronicza 10.
W sanktuarium, zaprojektowanym przez Marzenę Popławską i Wojciecha Kosińskiego, wybudowanym w latach 1982–1985, znajdują się relikwie bł. siostry Bernardyny Jabłońskiej oraz św. Brata Alberta, założyciela zgromadzenia albertynek opiekujących się sanktuarium.
W ołtarzu głównym znajduje się obraz Ecce Homo.
Kościół został podniesiony do rangi sanktuarium 23 listopada 1997 roku przez ks. kard. Franciszka Macharskiego.